# Ѣ
Ѣ, ѣ は、キリル文字の一つ、もしくはそれに対応するスラヴ語の母音。現在は使われていない。文字の起源は明らかになっていないが、一説によるとキリル文字 Ь とグラゴル文字 Ⰰ の合字のようである。

## 呼称
- 古代教会スラヴ語:ヤーチ（ѣть / ꙗть）またはヤータ（ѣта）
- ブルガリア語:ヤーチ（ять）またはエ・ドボイノ（Е двойно / Ѣ двойно、倍増したエ）
- セルビア語:ヤーチ（јать）
- ロシア語：ヤーチ（ятьまたはイェー・ドボイノイェ（Е двойное / Ѣ двойное、倍増したイェー）
- ウクライナ語:ヤーチ（ять）

## 音素
本来は /æ:/ もしくは /e:/ というスラヴ祖語以来の独立した音素を表していたが、Ѣ が表していた音は後に別の音に吸収されていった。
- ブルガリア語ではЕ（エ/e/、西部）もしくはЯ（ヤ/ja/、東部）になった。
- マケドニア語ではЕ（エ/e/）になった。
- セルボクロアチア語ではЕ（エ/e/もしくはイェ/je/、方言により、西部）もしくはЯ（ヤ/ja/、東部）になった（詳細はシュト方言を参照）。
- ロシア語ではЕ（イェ/je/、西部）もしくはЯ（ヤ/ja/、東部）になった。
- ウクライナ語ではЕ（エ/e/、西部）もしくはЯ（ヤ/ja/、東部）になった。
- ベラルーシ語ではЕ（イェ/je/、西部）もしくはЯ（ヤ/ja/、東部）になった。

なお、キリル文字を使用しないスラヴ語では、Ѣに相当する音は以下のようになった。
- スロヴェニア語ではEになった。
- ポーランド語ではIAもしくはIEになった。
- チェコ語では長母音はÍ、短母音はĚになった。
- スロヴァキア語では長母音はIE、短母音はEになった。
- ソルブ語ではĚになった。

## 使用状況
前述のとおり現在では用いられていない。
- ブルガリアでは1921年に一旦廃止され1923年に復活。1945年に最終的に廃止。
- セルビアでは19世紀前半に廃止。
- モンテネグロでは1863年に廃止。
- ロシアでは1918年に廃止。

## アルファベット上の位置
Ь の次に位置していた。

## Ѣに関わる諸事項
半軟音の Ҍ とは別の文字である。

## 符号位置
| 大文字 | Unicode | JIS X 0213 | 文字参照        | 小文字 | Unicode | JIS X 0213 | 文字参照        | 備考 |
| ------ | ------- | ---------- | --------------- | ------ | ------- | ---------- | --------------- | ---- |
| Ѣ      | U+0462  | ‐          | &#x462; &#1122; | ѣ      | U+0463  | ‐          | &#x463; &#1123; |      |